# Hebe ochracea
Hebe ochracea é uma espécie de planta ornamental do gênero Hebe, endêmica da Nova Zelândia.